# Commonwealth Writers’ Prize
Der Commonwealth Writers’ Prize ist ein Literaturpreis, der von der in 53 Ländern aktiven Commonwealth Foundation von 1987 bis 2011 verliehen wurde. Ziel war die Ermutigung und Unterstützung der literarischen Szene und die Verbreitung anspruchsvoller Werke unter einem größeren Publikum auch außerhalb des Ursprungslandes.
Der Commonwealth Writers’ Prize etablierte sich als jährliches Ereignis. Den Vorsitz führte der australische Autor Nicholas Hasluck, der selbst zehn Romane veröffentlicht hat, darunter die ausgezeichneten Romane The Bellarmine Jug und The Country Without Music.

## Auswahlprozess
Der Commonwealth Writers’ Prize deckte alle Commonwealth-Staaten ab. Zunächst wurden die eingereichten Arbeiten von vier regionalen Gremien beurteilt (Afrika, Karibik und Kanada, Südasien und Europa sowie Südostasien und Pazifik). In jeder der vier Regionen wurden zwei Preise verliehen, die mit jeweils 1000 £ Preisgeld dotiert waren: Der eine zeichnete den besten Roman, der andere den besten Erstlingsroman aus. Die resultierenden acht regionalen Werke wurden anschließend vom länderübergreifenden Commonwealth Gremium begutachtet. Für den Gewinner des Preises für den besten Roman gab es ein Preisgeld von 10.000 £; der beste Erstlingsroman war mit 5000 £ dotiert. Schriftsteller und Preisrichter trafen sich zu einem finalen literarischen Programm in einem der Commonwealth-Länder.

## Abschlussprogramm
Das Abschlussprogramm fand jedes Jahr in einem anderen Land statt. Es umfasste die Feststellung der Sieger durch das Gesamtgremium sowie Lesungen und anderen Veranstaltungen. Eingeladen waren alle Schriftsteller, die zuvor einen der regionalen Preise gewonnen hatten.
2007 fand das Abschlussprogramm vom 20. bis 27. März zusammen mit dem Calabash International Literary Festival in Jamaika statt.

## Nachfolgepreise
2012 und 2013 gab es ähnliche Preise mit geänderter Bezeichnung; seit 2014 wird der Preis nicht mehr verliehen. Stattdessen wird ein Preis für die beste Kurzgeschichte, der Commonwealth Short Story Prize, ausgelobt, den 2014 die ugandische Schriftstellerin Jennifer Makumbi erhielt. 2018 gewann die nigerianisch-deutsche Schriftstellerin Efua Traoré für ihre Kurzgeschichte True Happiness den Commonwealth Short Story Prize for Africa.

## Preisträger

### Bester Roman 1987–2011
- 1987: Olive Senior, Summer Lightning
- 1988: Festus Iyayi, Heroes
- 1989: Janet Frame, The Carpathians
- 1990: Mordecai Richler, Solomon Gursky Was Here
- 1991: David Malouf, The Great World
- 1992: Rohinton Mistry, Such a Long Journey
- 1993: Alex Miller, The Ancestor Game
- 1994: Vikram Seth, A Suitable Boy
- 1995: Louis de Bernières, Captain Corelli's Mandolin
- 1996: Rohinton Mistry, A Fine Balance
- 1997: Earl Lovelace, Salt
- 1998: Peter Carey, Jack Maggs
- 1999: Murray Bail, Eucalyptus
- 2000: John Maxwell Coetzee, Disgrace
- 2001: Peter Carey, True History of the Kelly Gang
- 2002: Richard Flanagan, Gould's Book of Fish
- 2003: Austin Clarke, The Polished Hoe
- 2004: Caryl Phillips, A Distant Shore
- 2005: Andrea Levy, Small Island
- 2006: Kate Grenville, The Secret River
- 2007: Lloyd Jones, Mister Pip
- 2008: Lawrence Hill, The Book of Negroes
- 2009: Christos Tsiolkas, The Slap
- 2010: Rana Dasgupta, Solo
- 2011: Aminatta Forna, The Memory of Love

### Bester Erstlingsroman 1987–2011
- 1989: Bonnie Burnard, Women of Influence
- 1990: John Cranna, Visitors
- 1991: Pauline Melville, Shape-Shifter
- 1992: Robert Antoni, Divina Trace
- 1993: Gita Hariharan, The Thousand Faces of Night
- 1994: Keith Oatley, The Case of Emily V
- 1995: Adib Khan, Seasonal Adjustments
- 1996: Vikram Chandra, Red Earth, Pouring Rain
- 1997: Ann-Marie MacDonald, Fall on Your Knees
- 1998: Tim Wynveen, Angel Falls
- 1999: Kerri Sakamoto, The Electrical Field
- 2000: Jeffrey Moore, Prisoner in a Red-Rose Chain
- 2001: Zadie Smith, White Teeth
- 2002: Manu Herbstein, Ama, A Story of the Atlantic Slave Trade
- 2003: Sarah Hall, Haweswater
- 2004: Mark Haddon, The Curious Incident of the Dog in the Night-time
- 2005: Chimamanda Ngozi Adichie, Purple Hibiscus
- 2006: Mark McWatt, Suspended Sentences: Fictions of Atonement
- 2007: D.Y. Bechard, Vandal Love
- 2008: Tahmima Anam, A Golden Age
- 2009: Mohammed Hanif, A Case of Exploding Mangoes
- 2010: Glenda Guest, Siddon Rock
- 2011: Craig Cliff, A Man Melting